# 9389 Condillac
A 9389 Condillac (ideiglenes jelöléssel 1994 ET6) a Naprendszer kisbolygóövében található aszteroida. Eric Walter Elst fedezte fel 1994. március 9-én.